# Viciria arrogans
Viciria arrogans là một loài nhện trong họ Salticidae.
Loài này thuộc chi Viciria. Viciria arrogans được Elizabeth Maria Gifford Peckham & George William Peckham miêu tả năm 1907.